# Boot

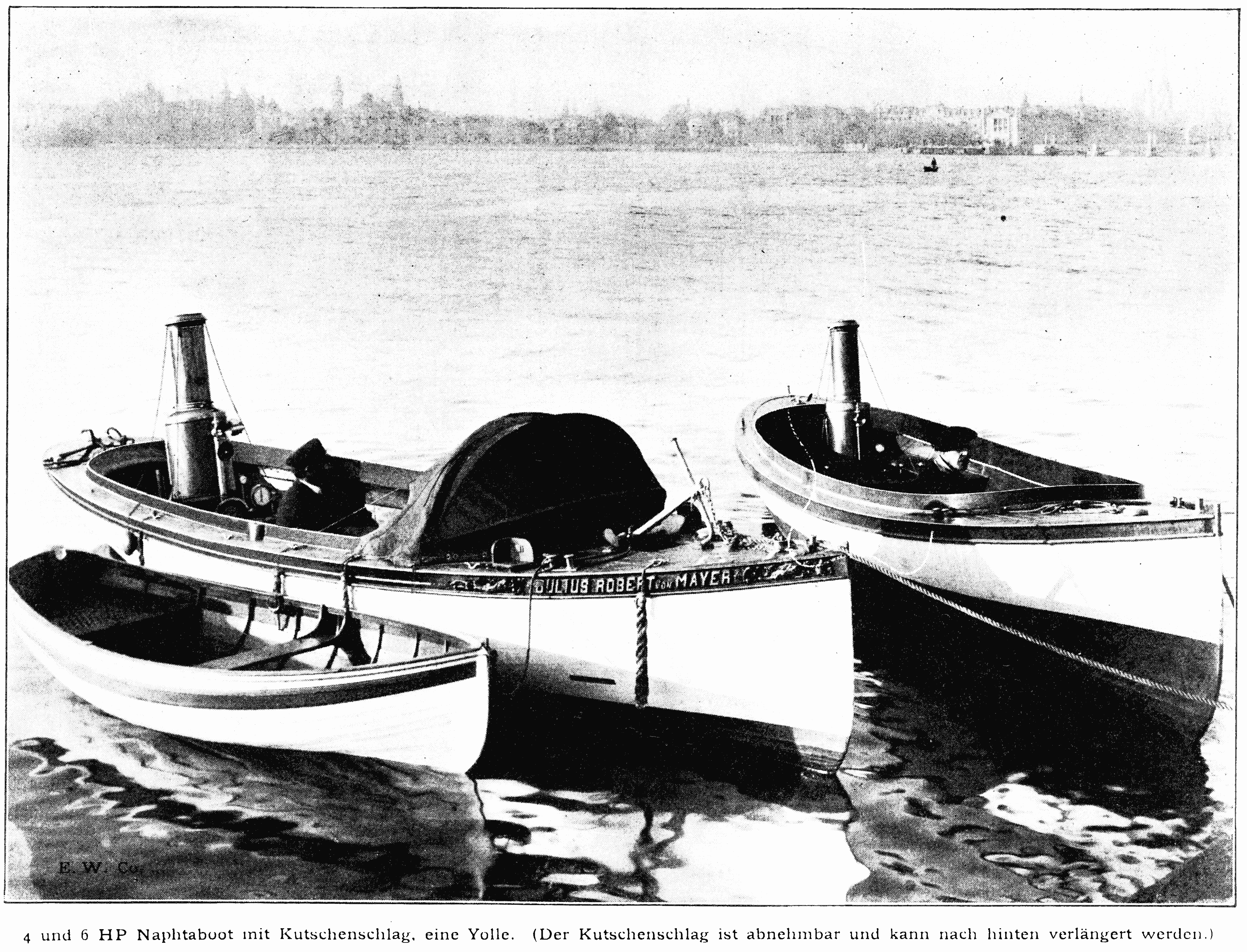
Zwei Boote mit Dampfantrieb und ein Beiboot

Als Boot wird im allgemeinen Sprachgebrauch ein kleines Wasserfahrzeug bezeichnet, welches in der Regel nicht eingedeckt ist.
Der Ausdruck hat seine Wurzeln in der mittelniederdeutschen bōt, ggf. auch dem mittelenglischen oder altenglischen bot und bedeutet ursprünglich „ausgehauener Stamm“. Als Synonym gilt „kleines Schiff“. Tatsächlich werden auch Fahrzeuge als Boote bezeichnet, die dieser Beschreibung nicht entsprechen.
Eine verbindliche Definition des Begriffes „Boot“ gibt es nicht, Wasserfahrzeuge wurden und werden in den unterschiedlichen Bereichen des Transports in den jeweiligen Epochen und im regionalen Sprachgebrauch verschieden benannt. Zusätzlich entwickeln Organisationen oder die Rechtsprechung eigene Definitionen, wenn es zweckmäßig scheint. Bezieht man sich auf das Boot als „kleines Schiff“, so kann man feststellen, dass sich der grundsätzliche Aufbau dieser Fahrzeuge sowie Bezeichnung der jeweiligen Bau- und Ausrüstungsteile gleichen. Ebenso wie es verschiedene Schiffstypen und -klassen gibt, existieren Bootstypen und -klassen.

## Begriffsentwicklung im deutschsprachigen Raum
Betrachtet man die allgemeinen Definitionen im deutschsprachigen Raum seit etwa 1900 sowie die danach stattgefundenen Entwicklungen, lässt sich eingrenzen, was unter dem Begriff „Boot“ im engeren Sinne verstanden wurde und wie sich die Definition bis heute verändert hat. Um 1900 besteht Einigkeit darüber, dass es sich um offene, zumindest mit Riemen bewegbare kleine Fahrzeuge handelt, die im Kurzstreckenverkehr eingesetzt werden. Besonders wird hervorgehoben, dass Boote auf Schiffen mitgeführt werden, sei es als Rettungsboot oder zum Transport von Personen oder Fracht. Die größten Boote in diesem Sinne sind die Barkassen, im militärischen Bereich mit einer Länge von bis zu 14 m, Platz bis zu 100 Personen sowie 2 Masten mit Segeln. Im zivilen Bereich wird von einer Länge bis ca. 20 m ausgegangen, diese Angabe wird auch heute noch vertreten. Zu beachten ist hierbei auch, dass im seemännischen Sprachgebrauch Fahrzeuge, die nicht der eingrenzbaren Beschreibung des Bootes entsprachen, nicht automatisch ein „Schiff“ darstellten. Diese wurden tatsächlich nur als „Fahrzeuge“ bezeichnet. Besonders mit der Einführung des Motors haben sich Formen entwickelt, die sich einer Einteilung anhand der früher geltenden Kriterien entziehen.

### Vergleich der Begriffe
Die Schwierigkeiten der Differenzierung kann anhand des Vergleiches mehrerer Fischereifahrzeuge deutlich gemacht werden. Dürfte ein Katboot wie die Breck Marshall trotz eines kleinen Vordecks unzweifelhaft als Boot eingeordnet werden, ist dies bei einem Fahrzeug wie der Catarina schwieriger. Mit 16 Metern Länge kann sie noch im Bereich der Boote angesiedelt werden. Sie besitzt zwar eine Plicht, tatsächlich ist sie aber als eingedeckt anzusehen. Sie ist bei einer Mannschaft von maximal drei Personen auch nicht dazu ausgelegt, gerudert werden zu können.
Betrachtet man die Präsident Freiherr von Maltzahn mit etwas mehr als 20 m Länge der Konstruktionswasserlinie (KWL), so ist diese mit den gegebenen Kriterien in keiner Form in Übereinstimmung zu bringen. Dennoch wurde sie im althergebrachten Sprachgebrauch auch noch nicht als „Schiff“ deklariert, während ein Walfänger wie die Charles W. Morgan mit einer KWL von 26,00 m den damaligen Kriterien eines Schiffes entsprach.

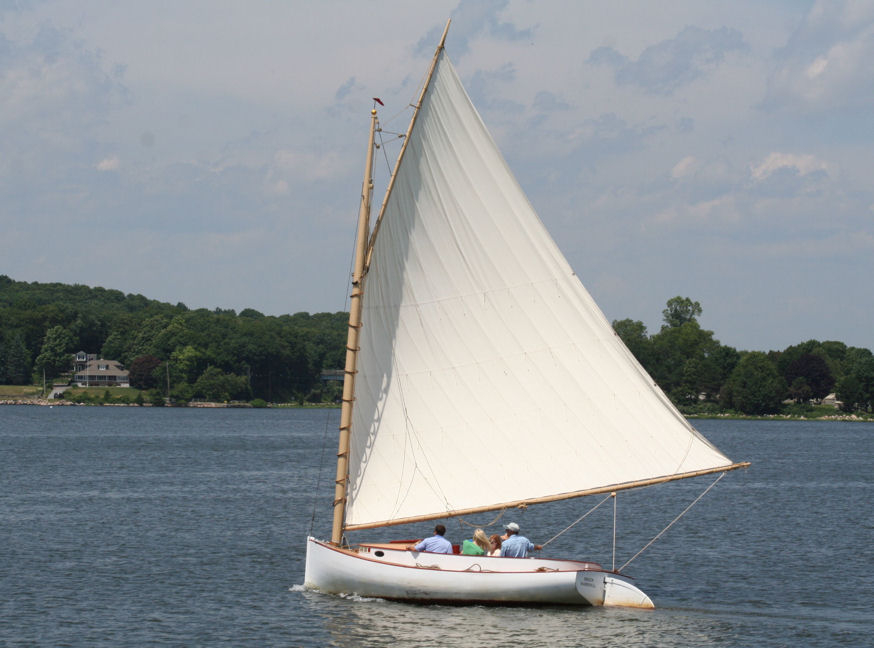
Die Breck Marshall des Freilichtmuseums Mystic Seaport
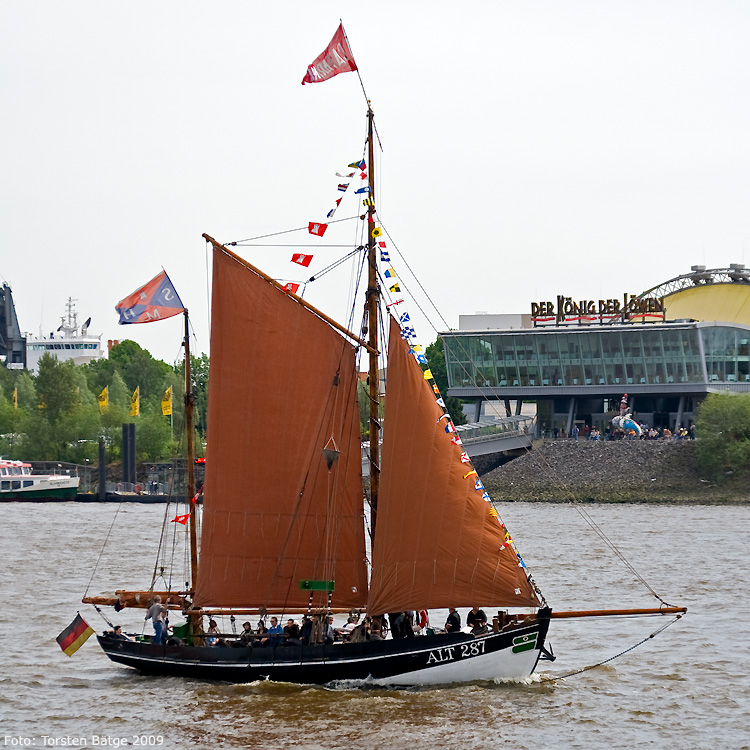
Die Catarina
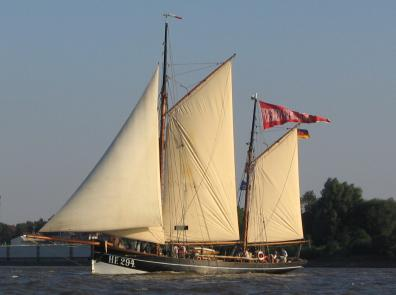
Die Präsident Freiherr von Maltzahn
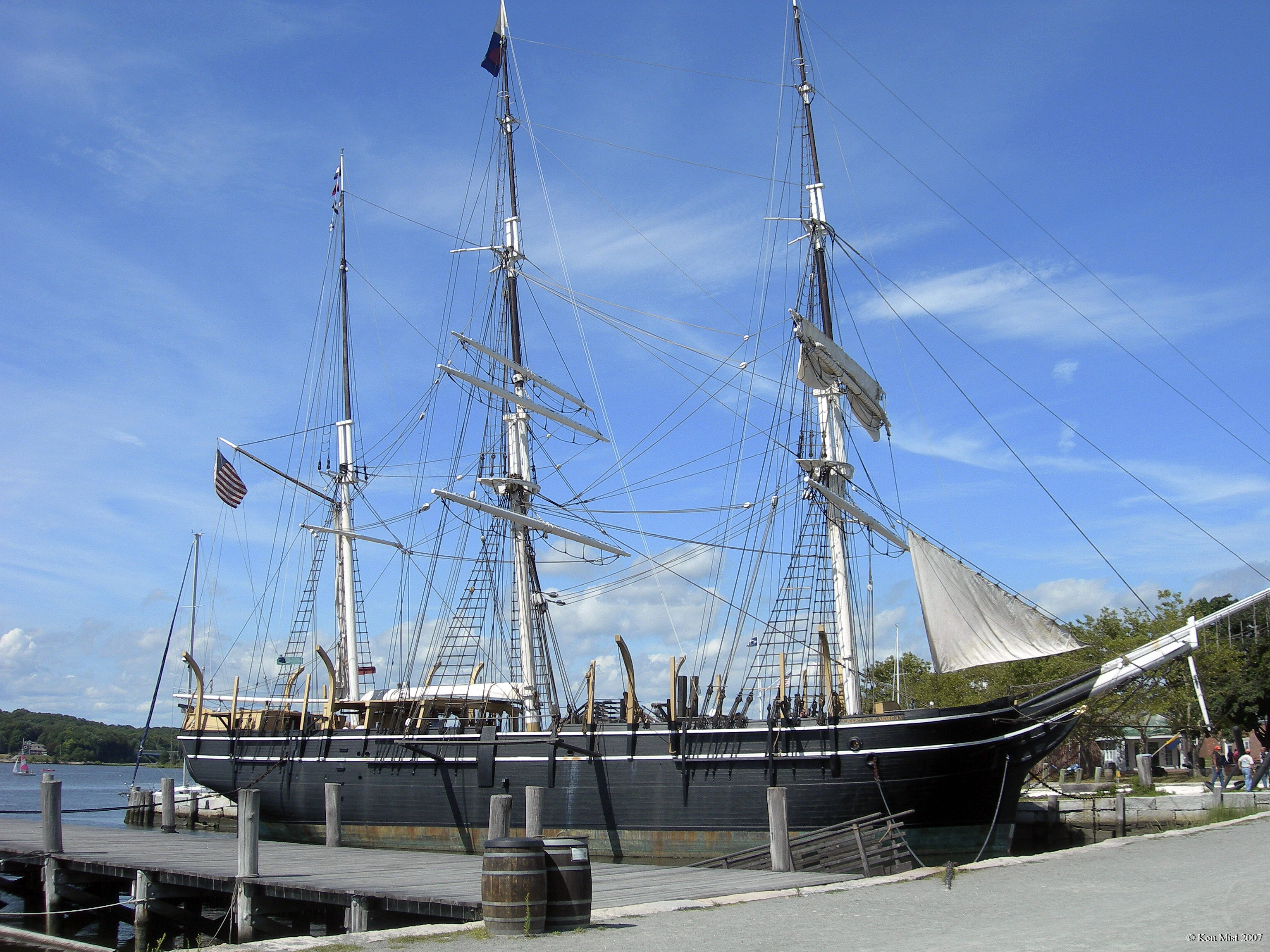
Die Charles W. Morgan

### Weitere Entwicklungen
Die Ungenauigkeiten haben sich bis in die heutige Zeit eher verstärkt. Ab 1960 wird an der in Hamburg liegenden „Gewerbeschule Werft und Hafen“ gelehrt, dass die zu bauenden Wasserfahrzeuge in „Boote“ und „Schiffe“ aufgeteilt werden. Es wird Wert darauf gelegt, dass es unmöglich ist, eine scharfe Grenze zwischen diesen beiden Begriffen zu ziehen. Dort wird der einfache Fischkutter schon zu den Schiffen gezählt, obwohl auch viele von diesen auf Bootsbauwerften gebaut werden. Der Begriff des „Fahrzeuges“ als Zwischenform ist nicht mehr zu finden, stattdessen wird „Yacht“ als Sonderbegriff hervorgehoben, unter dem nach anderen Kriterien als der Größe sowohl bestimmte „Boote“ als auch „Schiffe“ zusammengefasst werden.
Eine andere Quelle definiert, dass kleine Segelfahrzeuge als „Boot“, größere Segler, die zur Bedienung meist eine angestellte Mannschaft benötigen, jedoch als „Segelschiff“ bezeichnet werden. Hieraus lasse sich auch ableiten, warum Messen für Freizeitwassersportler auch „Bootsmesse“ (z. B. „boot Düsseldorf“, „Interboot“ oder ehemals „hanseboot“) und nicht „Schiffsmesse“ – ein Begriff der allerdings auch eine andere Bedeutung hat – hießen.
Zusätzlich entstanden Bezeichnungen wie „Luftkissenboot“ für Fahrzeuge, die kein Wasserfahrzeug im eigentlichen Sinne mehr sind, da sie das Wasser während der Fahrt weder verdrängen, noch auf ihm gleiten.
„Unterwasserboote“ hingegen schwimmen, exakt ausbalanciert, gemäß dem archimedischen Prinzip und können damit als „Boote“ betrachtet werden. Allerdings gehen viele U-Boote heute weit über die oben beschriebenen Maße hinaus, so dass sie eigentlich als „Unterwasserschiffe“ bezeichnet werden könnten; dieser Begriff ist jedoch bereits seit langer Zeit für den unter Wasser liegenden Teil des Schiffsrumpfes belegt.

## Spezielle Definitionen

### Rechtsprechung
Das deutsche Recht definiert gesetzlich weder den Begriff Boot, noch den Begriff Schiff. Der Bundesgerichtshof versteht „unter einem Schiff im Rechtssinne […] jedes schwimmfähige, mit einem Hohlraum versehene Fahrzeug von nicht ganz unbedeutender Größe […], dessen Zweckbestimmung es mit sich bringt, daß es auf dem Wasser bewegt wird.“

### Deutsche Marine
In der deutschen Marine werden Schiffe und Boote gemäß der Disziplinarbefugnis des Kommandanten und des Ersten Offiziers unterschieden:
- Auf Schiffen hat der Kommandant die Disziplinarbefugnis eines Bataillonskommandeurs, der Erste Offizier die eines Kompaniechefs. Bei Disziplinarentscheidungen ist also zunächst der Erste Offizier zuständig, der Kommandant ist der nächsthöhere Disziplinarvorgesetzte, bei dem der Betroffene wegen einer Disziplinarmaßnahme Beschwerde einlegen kann.
- Auf Booten hat der Kommandant die Disziplinarbefugnis eines Kompaniechefs, sein Vertreter hat keine Disziplinarbefugnis und wird nicht als Erster Offizier (IO), sondern als Erster Wachoffizier (I WO) bezeichnet. Der nächsthöhere Disziplinarvorgesetzte ist in diesem Fall der Kommandeur des Geschwaders.